# بز عربی
بز عربی (نام علمی: Arabitragus jayakari) نام یک گونه از زیرخانواده بزسانان است. بز عربی کوچکترین گونه بزسانان است. این حیوان بدنی تنومند با شاخ‌های کمان‌دار در هر دو جنس دارد. نرها بسیار قوی تر از ماده ها هستند. خز آنها از موهای بلند و قهوه ای متمایل به قرمز تشکیل شده است که نواری تیره از پشت می گذرد. نرها دارای چشمگیرترین یال ها هستند که بر اساس سن، درست از پشت بدن آنها امتداد یافته و بلندتر می شوند. در مسن‌ترین نرها، پوزه ای به رنگ سیاه دارند و نوارهای دور چشم نیز تیره می‌شود. بز های عربی مانند بیشتر بزها و گوسفندهای کوهستانی، سم‌های لاستیکی مانندی برای ایجاد تعادل و کشش در دامنه‌های تند و صخره‌ای دارند